# O Aprendiz de Feiticeiro
The Sorcerer's Apprentice (prt/bra: O Aprendiz de Feiticeiro) é um filme estadunidense de 2010, dos gêneros fantasia, drama, comédia, ação e aventura, dirigido por Jon Turteltaub, produzido por Jerry Bruckheimer e distribuído pela Walt Disney Pictures — a mesma equipe por trás da franquia National Treasure — com roteiro baseado no poema Der Zauberlehrling, de Johann Wolfgang von Goethe.  

## Sinopse
Balthazar Blake (Nicolas Cage), um "Merliniano", é um feiticeiro, na moderna Manhattan, lutando contra as forças do mal, em particular, seu inimigo, Maxim Horvath (Alfred Molina), durante a busca para a pessoa que irá herdar os poderes de Merlin. Este acaba por ser Dave Stutler (Jay Baruchel), um estudante de física, a quem Balthazar toma como um protegido relutante. O feiticeiro dá a seu aprendiz relutante um curso intensivo na arte da ciência, magia e feitiçaria, a fim de parar Horvath e Morgana Le Fay (Alice Krige) de elevar as almas dos mortos feiticeiros do mal ("Morganianos") e destruir o mundo.

## Elenco
- Nicolas Cage - Balthazar Blake
  - Jake Cherry - Dave (jovem)
- Alfred Molina - Maxim Horvath
- Teresa Palmer - Rebecca "Becky" Barnes
  - Peyton List - Becky (jovem)
- Toby Kebbell - Drake Stone
- Omar Benson Miller - Bennet Zurrow
- Monica Bellucci - Veronica

## Recepção
O público pesquisado pelo CinemaScore deu ao filme uma nota média de "B+" em uma escala de A+ a F. 
No consenso do agregador de críticas Rotten Tomatoes diz: "Tem um elenco simpático e muito espetáculo CGI, mas para todos, exceto para os espectadores menos exigentes (...) será menos do que fascinante" Na pontuação onde a equipe do site categoriza as opiniões da grande mídia e da mídia independente apenas como positivas ou negativas, o filme tem um índice de aprovação de 40% calculado com base em 174 comentários dos críticos. Por comparação, com as mesmas opiniões sendo calculadas usando uma média aritmética ponderada, a nota alcançada é 5,3/10.
Em outro agregador, o Metacritic, que calcula as notas das opiniões usando somente uma média aritmética ponderada de determinados veículos de comunicação em maior parte da grande mídia, tem uma pontuação de 46/100, alcançada com base em 34 avaliações da imprensa anexadas no site, com a indicação de "revisões mistas ou neutras".